# 加藤育男
加藤 育男（かとう いくお、1954年（昭和29年）2月16日 - ）は、日本の政治家。東京都福生市長（5期）。元福生市議会議員（2期）。

## 来歴
東京都福生市出身。私立桐朋高等学校を経て、1976年（昭和51年）3月に早稲田大学社会科学部卒業。同年4月、日本鋼管株式会社（現JFEスチール）に入社。1981年（昭和56年）、日本鋼管を退社し、実家の蕎麦屋の経営に携わる。
2003年（平成15年）4月27日執行の福生市議会議員選挙に出馬し、初当選を果たした。2007年（平成19年）、再選。2008年（平成20年）、市議を任期途中で辞職し、福生市長選挙への出馬を表明。
2008年（平成20年）5月11日執行の福生市長選挙においては、加藤に加え、福生市商工会会長、民主・社民2党が推薦する前福生市総務部長、共産推薦の行政書士がそれぞれ無所属で出馬した。自由民主党の推薦に加え、野澤久人福生市長（当時）の支援も受けた加藤が3人の候補者を制し、当選した。投票率は、45.91％。同年5月21日、市長に就任。
2012年（平成24年）の市長選において、再選。投票率は、39.54％。
2016年（平成28年）の市長選において、再々選。投票率は、38.31％。2020年の福生市長選挙で4選。投票率は、31.29%。2024年（令和6年）の市長選挙で5選。投票率は、35.03%。

## 人物
- 社会人野球チームの西多摩倶楽部創立時（1998年）のメンバーの1人。